# Вон-Хольненгъёхан
Вон-Хольненгъёхан (устар. Ун-Хульненг-Юган) — река в России, протекает по Ханты-Мансийскому АО. Устье реки находится в 58 км по правому берегу реки Ёхомъёган. Длина реки составляет 37 км.
В 1 км от устья, по правому берегу реки впадает река Ай-Хотъюган.

## Данные водного реестра
По данным государственного водного реестра России относится к Нижнеобскому бассейновому округу, водохозяйственный участок реки — Обь от впадения Иртыша до впадения реки Северная Сосьва, речной подбассейн реки — бассейны притока Оби от Иртыша до впадения Северной Сосьвы. Речной бассейн реки — (Нижняя) Обь от впадения Иртыша.